# St Andrew Square, Edimburgo
La Plaza de San Andrés o St Andrew Square es una plaza ajardinada en Edimburgo, Escocia, ubicada en el extremo este de George Street.
La construcción de St Andrew Square se inició en 1772, como la primera parte de la Ciudad Nueva de Edimburgo, diseñada por James Craig. A los seis años de su finalización, St Andrew Square se convirtió en una de las zonas residenciales más deseables y de moda de la ciudad. Cuando el siglo XIX llegó a su fin, St Andrew Square se convirtió en el centro comercial de la ciudad.
La mayor parte de la plaza solía estar formada por oficinas de bancos importantes y compañías de seguros, lo que le convirtió en uno de los principales centros financieros de Escocia. Hubo un tiempo en que St Andrew Square podía presumir de ser la zona más rica de su tamaño en toda Escocia.
Los jardines son propiedad de varios particulares y pertenecen a la colección de New Town Gardens. Se abrieron al público en 2008 y están gestionados por Essential Edinburgh.
La plaza cuenta con varias tiendas, entre ellas los grandes almacenes Harvey Nichols y el recinto de diseñadores Multrees Walk .
También alberga The Edinburgh Grand Hotel y apartamentos, así como una serie de cadenas de restaurantes y bares de Londres en su lado sur, como Hawksmoor, Drake & Morgan, Dishoom y The Ivy.

## Puntos de interés

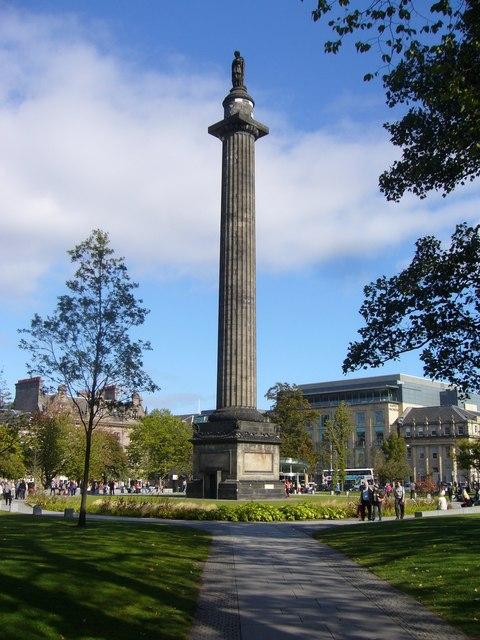
El monumento a Melville

Dominando el centro de St Andrew Square se encuentra la columna estriada del Monumento a Melville, que conmemora a Henry Dundas, el primer vizconde de Melville. El Monumento a Melville está rodeado por los jardines de St Andrew Square, recientemente rediseñados y abiertos al público. El terreno edificable, el pilar y la estatua son propiedad del Comité Naval del Monumento a Melville.

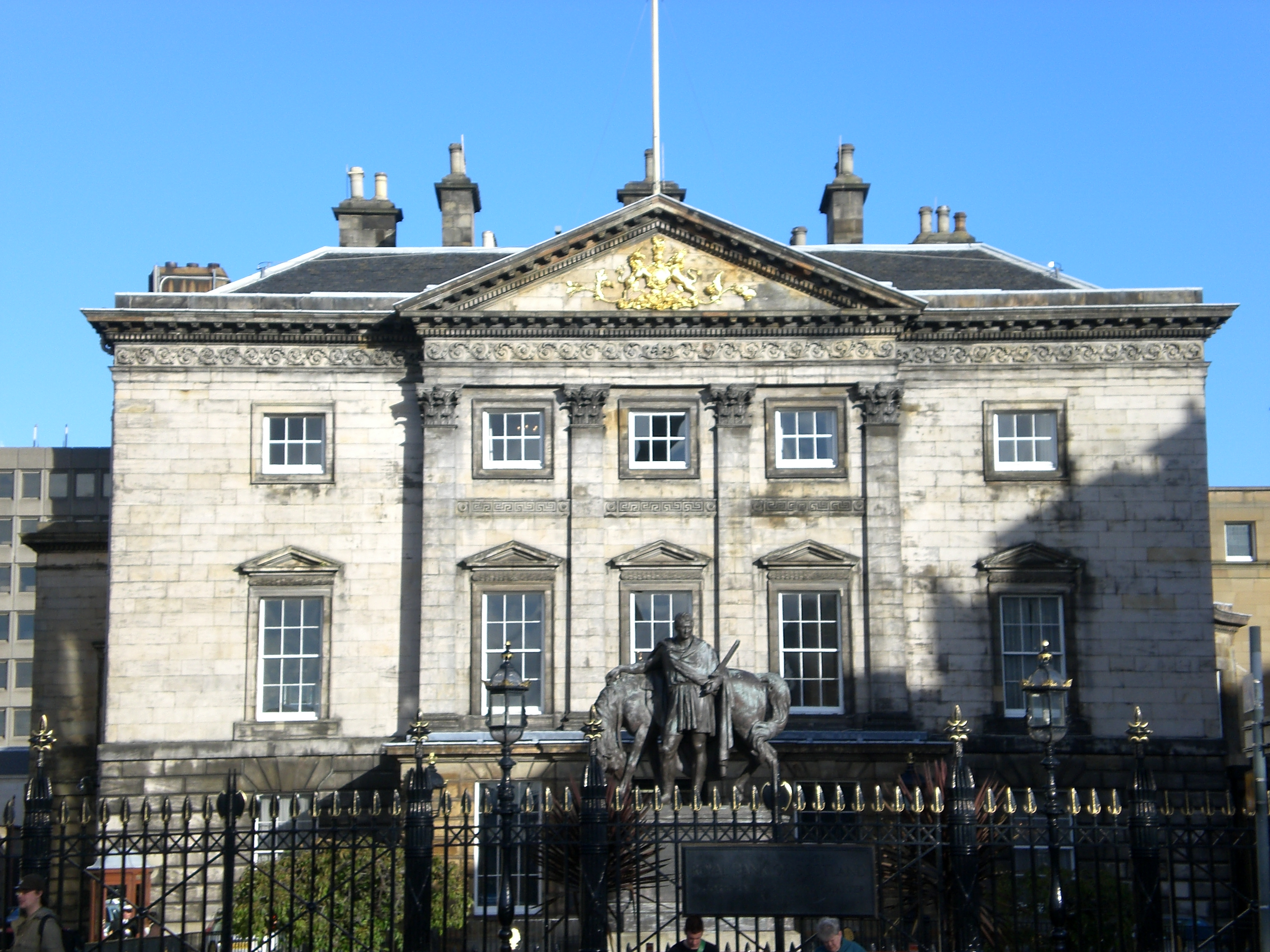
La oficina central del Royal Bank of Scotland, antigua casa de Sir Lawrence Dundas

En el lado este de la plaza se alza la impresionante mansión de Dundas House, construida por Sir William Chambers para Sir Lawrence Dundas entre 1772 y 1774. Dundas House, que alguna vez fue el sitio previsto para la Iglesia de San Andrés, se convirtió en la oficina central del Royal Bank of Scotland en 1825. Las características arquitectónicas de Dundas House están representadas hoy en la serie de billetes "Ilay" emitidos por el Royal Bank; La fachada palladiana del edificio aparece en el anverso de cada billete, ya que el gráfico de fondo en ambos lados de los billetes es un diseño de estrella radial que se basa en el techo ornamentado de la sala bancaria dentro de Dundas House, diseñado por John Dick Peddie en 1857.
A poca distancia de Dundas House, bajando por George Street, se encuentra el lugar donde se construyó la iglesia de San Andrés en 1784. En 1806, la oficina central del British Linen Bank se trasladó a St Andrew Square. El edificio fue una sucursal del Banco de Escocia hasta 2016. St. Andrew Square también albergaba el Banco Nacional de Escocia, que tenía su sede en el número 42, hasta que se fusionó con el Royal Bank of Scotland en 1969.
Debajo de las calles orientales de la plaza se encuentra el túnel Scotland Street, en desuso desde hace mucho tiempo, que continúa bajo la Ciudad Nueva hasta Canonmills. El túnel fue construido en 1847 como parte del ferrocarril de Edimburgo, Leith y Newhaven. Su extremo sur fue demolido en la década de 1980 durante la construcción del centro comercial Waverley Market.

## Residentes notables
Muchos escoceses famosos ocuparon las residencias de St Andrew Square. En el lado norte de la plaza, el número 21 fue el lugar de nacimiento de Lord Henry Brougham en 1778. Su familia fue una de las primeras familias en establecerse en St Andrew Square. Otro residente fue el filósofo y economista David Hume, amigo del arquitecto Robert Adam. Adam persuadió a Hume para que se mudara a St Andrew Square con la esperanza de que el reclutamiento de una persona tan poderosa indujera a otros a cruzar de la Ciudad Vieja a la Ciudad Nueva y St Andrew Square. Hume eligió un sitio en el lado suroeste de la plaza en la esquina de Princes Street y una calle sin nombre (más tarde llamada St David Street). También en el lado norte, el número 26 fue el hogar del arquitecto Sir William Chambers.

## Transporte
St Andrew Square se ha utilizado como centro de transporte durante varios años. La estación de autobuses original de St Andrew Square fue demolida en 2000, y en 2003 se abrió al público una nueva estación como reemplazo.

### Autobuses

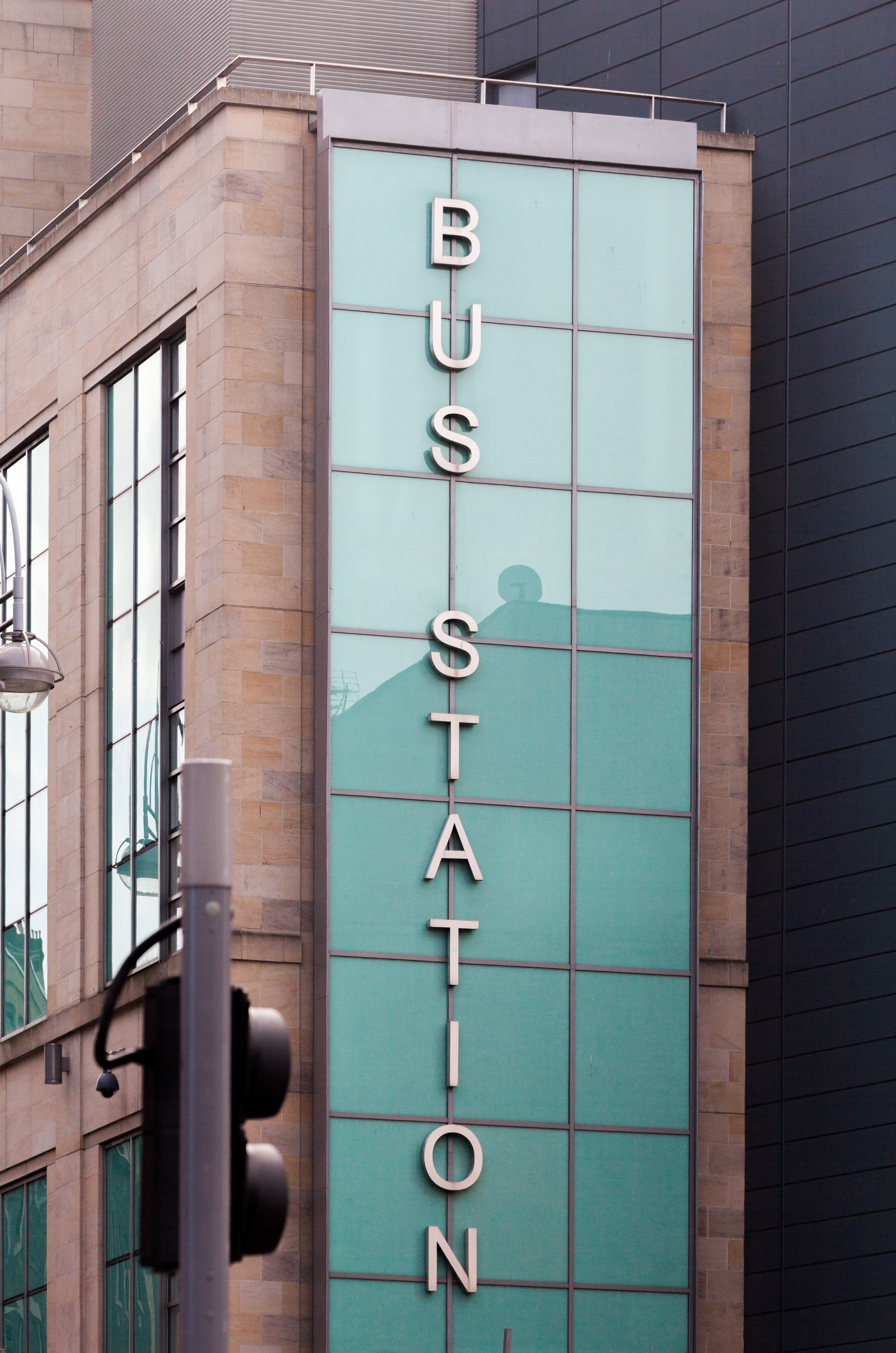
Estación de autobuses de Edimburgo

La estación de autobuses de Edimburgo se encuentra al este de la plaza. Cuenta con operadores de autobuses y autocares de larga distancia, como Scottish Citylink y Stagecoach East Scotland .
Los servicios de autobús locales tienen paradas en el lado oeste de la plaza en North St David Street y South St David Street.

### Tranvía
La parada de tranvía de St Andrew Square es una plataforma de isla ubicada en el lado este de la plaza. Es la parada más cercana a la estación de tren Waverley de Edimburgo, que se encuentra aproximadamente a 250 m al sur, y a la estación de autobuses de Edimburgo, que está a 50 m al norte.
Los tranvías desde aquí recorren la ciudad hacia el oeste hasta el aeropuerto de Edimburgo y hacia el norte hasta Leith y Newhaven.
| Estación Anterior            | Tranvía de Edimburgo               | Estación Siguiente                 |
| ---------------------------- | ---------------------------------- | ---------------------------------- |
| Picardy Place hacia Newhaven | Newhaven – Aeropuerto de Edimburgo | Princes Street hacia el Aeropuerto |